# Катя Ман
Катя Ман (на немски: Katia Mann) е германска мемоаристка, съпруга на писателя Томас Ман и негова спътница по време на петдесетгодишния им общ живот.

## Биография

### Произход и детство
Катарина Прингсхайм, както гласи моминското ѝ име, е родена във Фелдафинг, край Мюнхен, в дома на професора по математика Алфред Прингсхайм. Израства в заможна среда, в която тя и четиримата ѝ братя получават солидно образование. В богатия им дом се дават често приеми, чиито гости са известни личности от политическия и културния живот като Валтер Ратенау, Елзе Ласкер-Шюлер и Хуго фон Хофманстал. Художникът Фридрих Аугуст Каулбах е оставил като спомен от тези приеми, в които понякога са участвали и децата, прочутата си картина от 1888 г. „Детски карнавал“.
След седмата си година Катя започва да взима частни уроци и през 1901 г. става първата жена в Мюнхен, положила матура. (Дотогава в Германия жените не са имали право да се явяват на държавен изпит.) От Мюнхенския университет, където баща ѝ преподава, Катя все пак получава разрешение да слуша лекции. Едва от 1903 г. жените в Бавария, а с това и Катя Прингсхайм, получават възможност за редовно следване. Катя проявява интереси главно към природонаучните и математическите дисциплини, но посещава лекции и по философия.

### Томас Ман
През 1904 г. 21-годишната Катя Прингсхайм се запознава с 29-годишния писател Томас Ман, който вече си е създал име с публикувания през 1901 г. първи роман „Буденброкови“. След дълги колебания от нейна страна двамата сключват брак през февруари 1905 г. През следващите 14 години Катя Ман ражда шест деца – три момичета и три момчета.
През лятото на 1911 г. Катя Ман получава белодробни оплаквания и през следващата година отива на лечение в санаториум за гръдоболни във високопланинския курорт Давос, Швейцария, с диагноза „скрита туберкулоза“. По-късни рентгенови снимки показват, че тази диагноза е невярна. Но нейните писма от Давос вдъхновяват Томас Ман да създаде романа „Вълшебната планина“ (1924).
През Първата световна война семейството остава в Мюнхен, понеже Томас Ман е освидетелстван като „негоден за военна служба“. Грижите за прехраната и физическото им оцеляване поема изцяло Катя Ман, за да може съпругът ѝ да се отдаде пълноценно на литературен труд. През 1920 г. Бонският университет му присъжда званието „почетен доктор“, а през 1926 г. Любекският сенат го удостоява с титлата професор.

### Семейство Ман
| Име       | Родени          | Починали        | Възраст |
| --------- | --------------- | --------------- | ------- |
| Томас Ман | 6 юни 1875      | 12 август 1955  | 80      |
| Катя Ман  | 24 юли 1883     | 25 април 1980   | 96      |
| Ерика     | 9 ноември 1905  | 27 август 1969  | 63      |
| Клаус     | 18 ноември 1906 | 21 май 1949     | 42      |
| Голо      | 29 март 1909    | 7 април 1994    | 84      |
| Моника    | 7 юни 1910      | 17 март 1992    | 81      |
| Елизабет  | 24 април 1918   | 8 февруари 2002 | 83      |
| Михаел    | 21 април 1919   | 1 януари 1977   | 57      |

- Семейство Ман пред вилата им в Бад Тьолц, 1909 г.
- Катя Ман с шестте си деца, 1925 г.

### Нобелова награда
През 1929 г. Томас Ман получава Нобеловата награда за литература. Двамата с Катя заминават за Стокхолм, където писателят приема от ръката на шведския крал наградата.
През следващата година в есето си „Очерк за моя живот“ той ще напише:
„Дължа безкрайна благодарност на жената, която вече почти двайсет и пет години споделя всичко в моя живот, който не зная как щеше да протече, ако не беше умната, смела и нежно-енергична подкрепа на изключителната ми спътница.“

### Емиграция
Катя Ман съпровожда мъжа си навсякъде в неговите странствания, лекционни пътувания и преселения. Съпровожда го и по пътя на емиграцията, която започва през 1933 година с възхода на националсоциализма в Германия и пет години по-късно ги отвежда в Съединените щати. Там семейството на писателя остава до 1952 г., когато в страната се развихря официален антикомунизъм и така нареченият „лов на вещици“.

### Завръщане в Швейцария
След края на Втората световна война Томас Ман не се завръща в Германия, защото там го посрещат с неприязън, отправят му обвинения и упреци едва ли не от всички страни – левите сили го укоряват заради недостатъчната политизираност на творчеството му, десните го смятат за прекалено демократичен. Семейството се установяват в Швейцария – в Килхберг на Цюрихското езеро и остава там до края.

## Спомени
Близо двадесет години след смъртта на Томас Ман, вече деветдесетгодишна, Катя Ман публикува книгата си със спомени „Моите неписани мемоари“ (1974). Тук тя обглежда съвместния им живот, припомня си важни и маловажни случки и събития, разговори и стълкновения с приятели и врагове. Катя Ман разсъждава за смисъла на своя живот, останал малко „в сянка“, но изпълнен с напрежение и богат на преживявания. За седемдесетия рожден ден на съпругата си Томас Ман, вече жив класик на модерната немска литература, с уважение и любов е изрекъл: „Ние ще останем заедно, ръка за ръка, дори, в царството на сенките. Ако на моето творчество, есенцията на живота ми, е отсъдена посмъртна слава, с мене, до мене ще живее и тя. Докато хората си спомнят за мене, ще си спомнят и за нея. Ако потомците кажат добра дума за мене, тя ще се отнася същевременно и за нея.“